# Oratorio di Santa Maria Assunta (Mendrisio)
L'oratorio di Santa Maria Assunta sorge nella località di Cascina d'Armirone, a circa 1200 m s.l.m. in territorio di Mendrisio, su un fianco del Monte Generoso.

## Storia
Le prime tracce documentate dell'oratorio risalgono al 1552; nel 1743 figura come cappella dedicata alla Madonna della Neve. Fu demolito e ricostruito più volte, e infine restaurato nel 2005 e inaugurato nel 2009.

## Descrizione
L'edificio è a pianta rettangolare, sormontato da un piccolo campanile a vela.
L'interno è sobrio e spoglio; la volta a botte risale al 1890; il coro ha la volta affrescata.